# Hörnchenberg
Der Hörnchenberg ist ein Berg auf der Sickinger Höhe bei Landstuhl, Rheinland-Pfalz, zwischen Atzel und Mittelbrunn.

## Geographie
Der Hörnchenberg ist ein Spornberg, der sich südlich von Atzel am Rande des Pfälzerwaldes erhebt. Er erreicht 453 m über dem Meer. Wohngebiete von Atzel liegen am Fuß des Berges, der hydrographisch zum Einzugsgebiet des Hemsbach gehört. Die L 470 verläuft am Nordwesthang des Berges, wo auch eine Zufahrt zur Bundesautobahn 62 (11 Landstuhl-Atzel) besteht. Der Berg selbst wird durch den Hörnchenbergtunnel der Autobahn durchschnitten. An der südöstlichen Bergflanke verläuft die L 469 von Atzel nach Mittelbrunn. Eine weitere Siedlung am Berg ist der Bildschacherhof an der Westflanke. Als nächstliegende Erhebungen sind Bildschachen (438 m) und Klaffenberg (420 m) im Südwesten bzw. Süden ausgewiesen. Sie gehören zur selben Anhöhe wie der Hörnchenberg.

## Freizeitmöglichkeiten
Von Atzel aus führt ein Wanderweg nach Süden über die Bundesautobahn 62 und als Rundweg über die Anhöhe des Hörnchenberges.
Auch Wege im System des Mountainbikepark Pfälzerwald führen über den Hörnchenberg.